# Photo (magazine)
Pour les articles homonymes, voir photo (homonymie).
Photo est un magazine trimestriel français consacré à la photographie.
Le magazine traite de la photographie sous ses nombreux aspects, du photojournalisme à la photographie d'avant-garde, en passant par la mode, la nature, le nu artistique — qui caractérise la plupart de ses couvertures.
Il rend compte des grandes actualités de la photographie et des tendances en France et dans le monde, aborde la technique photographique (la photographie mobile, la photo d'applications, l'argentique, le numérique) et fait appel aux grands photographes en leur donnant la parole.
Photo, par sa longévité et sa présence à l’international, est, selon sa signature, « la référence de l'image depuis 1967 ».

## Historique
En 1967, Daniel Filipacchi, à la tête d'un groupe d'une vingtaine de titres, crée Photo (titre souvent stylisé en lettres capitales) sur une idée du photojournaliste de Paris Match Walter Carone.
En juillet 1967, Catherine Deneuve inaugure le magazine, photographiée par David Bailey, son compagnon d'alors.

### Roger Thérond
Roger Thérond, ancien rédacteur en chef de Paris Match, rejoint la direction du magazine et lance en 1977 le « concours des amateurs » (qui perdure aujourd'hui avec 50 000 photos candidates chaque année). Il occupe officiellement la fonction de directeur associé à la publication dès avril 1969. Il sollicite parmi les plus prestigieux photographes du moment, tels que Brassaï, Cartier-Bresson ou Willy Rizzo.
Jean-Louis Swiners, ancien rédacteur en chef de terre d'images, se joint à l'équipe dès le second numéro et devient directeur de la publicité jusqu'en 1974. 
Régis Pagniez dessine le logo et le design et crée les portfolios qui contribuent au succès du magazine. Il quitte la rédaction quelques années plus tard pour émigrer aux États-Unis.
Walter Carone est nommé directeur de la rédaction de 1970 à 1973. 

### Jean-Jacques Naudet
Jusqu'en 1988, Jean-Jacques Naudet exerce des responsabilités au sein de la rédaction,[source insuffisante],[source insuffisante]. 
Puis, en 1988, il laisse la place à Michel Decron, qui devient rédacteur en chef.

### Michel Decron
Spécialiste de la photographie sous-marine, Michel Decron a réalisé de nombreux reportages pour Paris Match.

### Éric Colmet-Daâge
Éric Colmet-Daâge seconde Régis Pagniez dans un premier temps. Il devient directeur de la rédaction et le directeur artistique de Photo en 1994. 
Il fait évoluer le magazine conjointement avec la nouvelle rédactrice en chef adjointe, Agnès Grégoire.

### Agnès Grégoire
Agnès Grégoire rentre au magazine Photo en 1988, comme rédactrice, elle devient ensuite secrétaire de rédaction, puis chef de rubrique, puis rédactrice en chef adjointe, est nommée rédactrice en chef en 2011, puis directrice de la rédaction en 2015.[réf. nécessaire]

## Évolution du contenu
La photo d’avant-garde donne le ton du magazine dès la fin des années 1960 (Art Kane, Pete Turner, Jay Maisel). Dès ses débuts également, Photo se distingue comme le premier magazine à présenter des nus réalisés par de grands photographes[réf. nécessaire], tels Lucien Clergue, Guy Bourdin, Jeanloup Sieff, Brigitte Bardot par Claude Azoulay, les érotiques de Henri Cartier-Bresson… Entre deux « scoops sexys », le magazine provoque parfois le scandale, exposant  transsexuels et hermaphrodites en couverture, ou proposant des photos de mineures par Louis Malle. Créé en pleine guerre du Viet Nam et avant mai 1968, le magazine accorde aussi la part belle au reportage de terrain, puis aux thèmes liés à la nature et s’inscrit tout au long de son histoire proche du monde de la mode, accueillant par exemple les travaux de Cecil Beaton, Helmut Newton, William Klein…
En 1989, le magazine Photo crée le festival « Visa pour l’image », qui rassemble depuis, chaque année à Perpignan, des photojournalistes du monde entier (expositions, rencontres, projections). Le festival est rapidement reconnu sur le plan international parmi les professionnels de l'image,[source insuffisante], et est dirigé par Jean-François Leroy.
Photo met à profit ses relations privilégiées avec les plus grands photographes en les faisant intervenir à l’écrit dans le magazine, avec divers acteurs étrangers au monde la photographie. Plusieurs de ces correspondants ont parrainé le numéro annuel « spécial amateurs », en introduisant par un texte l’une des thématiques, selon leur spécialité. Photo reçoit chaque année jusqu'à 50 000 images dans le cadre du « Plus grand concours photo du monde » organisé par le magazine.
Publié en PAO dès le début des années 1990, Photo lance son site internet dès 1995.
Après la mort de Roger Thérond en 2001, le groupe HFM, qui détenait déjà 50 % du capital du mensuel, a acquis le solde auprès des héritiers en 2002. 
Dix ans plus tard, en 2011, le magazine est revendu à Magweb. Monika Bacardi et David Swaelens-Kane en deviennent  propriétaires en 2014,.

### De nos jours
En 2020, le magazine est racheté par Francis Dagnan, propriétaire du studio Harcourt.
Daniel Filipacchi est président d'honneur. Francis Dagnan est directeur de la publication. Éric Colmet-Daâge est editor-at-large. Cyrielle Gendron est directrice de la rédaction.

## Autour dePhoto
Le magazine réalise plus de la moitié de ses ventes à l'étranger, dans 70 pays environ.